# Rheinfelden, Lörrach
Rheinfelden, Lörrach là một đô thị trong huyện Lörrach bang Baden-Württemberg thuộc nước Đức. Đô thị Rheinfelden có diện tích 62,84 km², dân số là 32.469 người.